# Atelopus mindoensis
Atelopus mindoensis is een kikker uit de familie padden (Bufonidae) en het geslacht klompvoetkikkers (Atelopus). De soort werd voor het eerst wetenschappelijk beschreven door James Arthur Peters in 1973.
Atelopus mindoensis leeft in delen van Zuid-Amerika en komt endemisch voor in Ecuador. De kikker is bekend van een hoogte van 700 tot 2100 meter boven zeeniveau. De soort komt in een relatief klein gebied voor en is hierdoor kwetsbaar. Door de internationale natuurbeschermingsorganisatie IUCN wordt de soort beschouwd als 'Kritiek'. De soort wordt bedreigd door onder andere chytridomycosis, veroorzaakt door de  schimmel Batrachochytrium dendrobatidis en habitatverlies. Tot 2020 werd van de soort gedacht dat deze mogelijk was uitgestorven, omdat deze op 7 mei 1989 voor het laatst gezien was en omdat de soort in de best gedocumenteerde nevelwouden van Ecuador leeft. In 2019 werd een groep kikkers in een stuk particulier bos gevonden.
Atelopus mindoensis is een bewoner van vochtige regenwouden.